# П'єр Моні
П'єр Моні (фр. Pierre Mony; 23 березня 1896, Париж — 1 січня 1980, Булонь-Біянкур) — французький футболіст, що грав на позиції захисника. Відомий за виступами, зокрема, в складі клубів «Булонь», КАСЖ, а також у складі збірної Франції.  Учасник Олімпійських ігор 1920.

## Біографія
На клубному рівні виступав за клуби «Булонь», КАСЖ і «ОСК Булонь». 
У 1920—1923 роках грав у складі національної збірної Франції. Зіграв 5 матчів. Був у заявці збірної на літніх Олімпійських іграх 1920 року, але на поле не виходив..

## Досягнення
- Фіналіст Кубка Парижа: (1)

КАСЖ: 1922

## Статистика виступів

### Статистика виступів за збірну
| Дата       | Місто         | Господарі  | Результат | Гості   | Турнір           | Голи | Примітки |
| ---------- | ------------- | ---------- | --------- | ------- | ---------------- | ---- | -------- |
| 18/01/1920 | Мілан         | Італія     | 9 – 4     | Франція | товариський матч | -    |          |
| 28/01/1923 | Сан-Себастьян | Іспанія    | 3 – 0     | Франція | товариський матч | -    |          |
| 25/02/1923 | Брюссель      | Бельгія    | 4 – 1     | Франція | товариський матч | -    |          |
| 02/04/1923 | Амстердам     | Нідерланди | 8 – 1     | Франція | товариський матч | -    |          |
| 10/05/1923 | Париж         | Франція    | 1 – 4     | Англія  | товариський матч | -    |          |
| Усього     |               | Матчів     | 5         |         | Голів            | 0    |          |